# Dieter Müller-Wodarg
Dieter Müller-Wodarg (* 31. Mai 1922 in Buxtehude; † 10. August 2009 ebenda) war ein deutscher Orientalist und Diplomat.

## Leben
Müller-Wodarg schrieb seine Doktorarbeit bei Bertold Spuler. An der Universität Hamburg wurde er im November 1953 promoviert. Von 1960 bis zu seiner Pensionierung 1987 war er im Auswärtigen Dienst tätig. Er wurde an die deutschen Botschaften Ankara, Kopenhagen, Stockholm und Kairo entsandt, wo er zumeist Leiter der Wirtschaftsabteilung war. Am Deutschen Generalkonsulat in Mailand war er stellvertretender Generalkonsul. Zeitlebens verfolgte er mit großem Interesse die Praktiken von Landwirtschaft weltweit, insbesondere in Ägypten und in Kanada. Neben wissenschaftlicher Arbeit im Bereich der Landwirtschaft war er selbst auch jahrelang praktizierender Landwirt. Sein besonderes Interesse galt auch der Arbeit von Johann Heinrich von Thünen. Dieter Müller-Wodarg war Nachfahre der Familie Pogge. Er war seit 1960 verheiratet und hatte vier Kinder.

## Ehrungen
- Bundesverdienstkreuz am Bande (4. Oktober 1984)[4]
- Nordstern-Orden
- Dannebrog-Orden, Kommandeur

## Veröffentlichungen
- Die Landwirtschaft Ägyptens in der frühen ‛Abbāsidenzeit 750–969 n. Chr. // 132-358 d. H. Hamburg 1953, (Hamburg, Universität, Dissertation, vom 24. November 1953).
- Caroline Müller geb. Pogge (1820–1900). In: Gerhard Heinemann (Hrsg.): Die Söhne und Töchter von Johann und Luise Pogge. Heinemann, Herbstein 1998, S. 5–10.
- Johann Heinrich von Thünen und Carl Pogge. In: Johann Heinrich von Thünen. (1783–1850). Thünensches Gedankengut in Theorie und Praxis. Beiträge zur Internationalen Konferenz aus Anlass des 150. Todestages von Johann Heinrich von Thünen (= Berichte über Landwirtschaft. Sonderheft. Neue Folge 215). Landwirtschaftverlag, Münster-Hiltrup 2002. ISBN 3-7843-3189-0, S. 152–156.